# 最后的狮子
《最后的狮子》（英語：The Last Lions）是一部2011年有关狮子的美国自然纪录片，由国家地理学会拍摄，Dereck Joubert执导。影片于2011年1月的棕榈泉国际电影节上首映，并随后于2月18日在影院有限公映。本片是国家地理频道猫科动物系列的一部分，其他作品包括《India: Land of the Tiger》和《Eye of the Leopard》。

## 故事
在过去的50年间，由于人类的活动，狮子已经从45万头锐减到了2万头。
影片聚焦于非洲大陆的一只雌狮Ma di Tau，以及她和两只幼狮艰难生存的故事。人类的活动导致北方来的狮群占领了Ma di Tau原先栖息之地，Ma di Tau与雄狮被迫分散，之后她带领一雄一雌两只幼狮渡河来到了一处湿地。为了生存，她必须提防该地的大牛群，并尽量学会对付牛群以获取食物。

## 解说
傑瑞米·艾恩斯负责解说工作，他以前曾负责为1994年迪士尼电影《狮子王》中的反派角色刀疤进行配音，他也为2006年国家地理电影 Eye of the Leopard 解说。

## 同类作品
国家地理电影于2003年发行了一部有关狮子的纪录片《Roar: Lions of the Kalahari》；2007年3D版《Lions 3D: Roar of the Kalahari 》重新发行，并由James Garrett解说。
2011年4月22日，迪士尼自然发行了纪录片《African Cats》。

## 评价
烂番茄网站上，根据38个专业影评，本片获得87%的好评度。